# Joseph Plunkett
Joseph Mary Plunkett, né le 21 novembre 1887 à Dublin et mort le 4 mai 1916 dans la prison de Kilmainham, dans la même ville, est un nationaliste irlandais, poète et un des meneurs de l'insurrection de 1916. Son père, George Noble Plunkett, catholique, était directeur du musée national, tandis que le cousin de George, un protestant du nom d'Horace Plunkett, était un unioniste qui souhaitait la réconciliation des deux partis mais qui vit sa maison incendiée pendant la guerre anglo-irlandaise.

## Biographie
Né à Dublin, Plunkett fut très jeune atteint de tuberculose. Il passa une partie de son enfance dans les climats plus chauds près de la Méditerranée et en Afrique du Nord. Il fit ses études chez les jésuites, au Belvedere college de Dublin et à Stonyhurst College dans le Lancashire. Là il reçut des rudiments de formation militaire au sein du corps d'entraînement.
Plunkett était un passionné de culture et de langue irlandaise ; il apprit l'espéranto. Il adhéra à la ligue gaélique (Conradh na Gaeilge) et se donna pour mentor Thomas MacDonagh, qui resta un ami fidèle. Les deux hommes, qui nourrissaient le même intérêt pour la poésie et le théâtre, rejoignirent le corps des volontaires irlandais dès leur formation, devenant membres du comité provisoire. L'intérêt de Plunkett pour le nationalisme irlandais se communiqua à sa famille, notamment à ses frères cadets John et Georges et à son père qui prêta sa propriété de Kimmage, au sud de Dublin, comme camp d'entraînement pour les jeunes gens qui refusaient la conscription dans l'armée anglaise en 1914-18. Ils y recevaient un entraînement à la défense passive.
Vers 1915, Joseph Plunkett devint membre des frères républicains irlandais, l'IRB (Irish Republican Brotherhood) et fut envoyé en Allemagne pour rencontrer Roger Casement qui était en pourparlers avec le gouvernement allemand sur la question de l'Irlande. Casement s'était auto-proclamé représentant de l'Irlande et comme il n'était pas membre de l'IRB, l'organisation souhaitait qu'un des siens contacte directement les Allemands pour obtenir leur soutien à une insurrection irlandaise prévue pour l'année suivante.  Un des objectifs (mais non le seul) était de négocier l'envoi d'armes. Casement, de son côté, consacrait toute son énergie à recruter des hommes parmi les prisonniers de guerre irlandais retenus en Allemagne afin de former un bataillon qui combattrait pour l'Irlande, ce que la plupart des nationalistes irlandais jugeaient parfaitement vain. Plunkett obtint des allemands la promesse d'envoyer des armes à temps pour le début de l'insurrection. 
Plunkett étant un des membres originels du comité militaire de l'IRB responsables de l'insurrection, celle-ci se déroula en grande partie selon ses plans. Pour cette raison, on peut dire qu'il a une part de responsabilité dans le désastre militaire qui s'ensuivit; il faut dire à sa décharge que dans une telle conjoncture n'importe quel plan aurait échoué.
Peu de temps avant le début de l'insurrection, Plunkett fut hospitalisé en raison d'une aggravation de son état de santé. Il subit une opération quelques jours avant Pâques et peina à se lever pour participer aux événements. Il portait toujours ses pansements lorsqu'il se posta dans le bureau de poste central de Dublin avec d'autres chefs comme Patrick Pearse et Tom Clarke mais son état ne lui permit pas de prendre une part très active aux combats. Il avait pour aide de camp l'énergique Michael Collins.
Lors de la reddition, Plunkett fut interné dans la prison de Kilmainham puis traduit devant une cour martiale. Quelques heures avant de passer devant le peloton d'exécution il fut marié à la jeune fille qu'il aimait, Grace Gifford, une protestante convertie au catholicisme dont la sœur, Muriel, s'était également convertie et avait épousé son meilleur ami, Thomas MacDonagh, lui aussi exécuté pour son rôle dans l'insurrection. La gare principale de la ville de Waterford porte son nom.

## Œuvre
Plunkett publia un premier recueil de poèmes en 1911, The Circle and the Sword. Il préparait un second volume dont le titre devait être Occulta qu'il ne put terminer. En 1916, sa sœur Géraldine rassembla ces poèmes et des poèmes plus anciens qui furent publiés à titre posthume sous le titre The Poems of Joseph Mary Plunkett.
Plunkett y exprime sa foi chrétienne avec un grand lyrisme et parfois des accents de mysticisme, par exemple dans I see His Blood Upon the Rose (Je vois Son sang dessus la rose). Il exalte notamment le sens du sacrifice (And one must die that many live— : Un doit mourir pour que vive un grand nombre).
Sa poésie exprime également son amour pour la mer (A Wave of the Sea (Une Vague de la mer)), White Waves on the Water (Vagues blanches sur l'eau), les souffrances de l'Irlande (The Heritage to the Race of Kings (L'Héritage pour la race des rois) et de son peuple (1867).
Si Plunkett n'est pas un innovateur en matière de style, il a le sens de la formule et possède une langue assez musicale.